# Ricardo Souza Bóvio
Ricardo Souza Bóvio (* 17. Januar 1982 in Campos dos Goytacazes, Rio de Janeiro) ist ein ehemaliger brasilianischer Fußballspieler, der im zentralen defensiven Mittelfeld spielte.

## Karriere
Ricardo Souza Bóvio begann seine Profikarriere beim brasilianischen Fußballverein CR Vasco da Gama, wo er bis 2001 unter Vertrag stand. 2001 wechselte er nach Russland zur Tschernomorez Noworossijsk, wo er auf insgesamt 15 Einsätze kam. 2003 kehrte Bóvio in seine Heimat zurück und unterschrieb einen Vertrag beim Traditionsverein FC Santos. Bei Santos kam Bóvio auf 39 Einsätze und wurde mit diesem nationaler Meister, bevor er im Januar 2006 zu FC Málaga nach Spanien in die Primera División wechselte. Bei Málaga schaffte Bóvio auf Anhieb den Sprung in die Stammformation und kam bis zum Ende der Saison auf 17 Einsätze. Im August 2006 wechselte er zu Panathinaikos Athen, wo er für eine Saison blieb.
Ende 2015 gab er bekannt, weiter Fußball spielen und zu CR Vasco da Gama zurückkehren zu wollen.

## Erfolge
- Brasilianischer Fußball-Meister: 2004